# 언론중재위원회

언론중재위원회(言論仲裁委員會, Press Arbitration Commission, 약칭: PAC, 이하 위원회)는 언론중재 및 피해구제 등에 관한 법률 제7조에 의거 설립된 준사법적 독립기구로 1981년 3월 31일 창립했다. 위원회는 조정·중재를 통해 언론보도로 인한 분쟁을 실효성 있게 구제함으로써 언론의 자유와 국민의 인격권이 조화를 이룰 수 있도록 노력하고 있다.
위원회는 언론(방송ㆍ신문ㆍ잡지 등 정기간행물ㆍ뉴스통신ㆍ인터넷신문), 인터넷뉴스서비스 및 인터넷멀티미디어방송(IPTV)의 보도 또는 그 매개로 인한 분쟁 발생 시 정정보도청구, 반론보도청구, 추후보도청구, 손해배상청구를 받아 조정ㆍ중재하고, 언론의 보도내용에 의한 법익 침해사항을 심의하여 시정을 권고하며, 선거기사의 공정성 여부를 심의하는 기능을 하고 있다. 아울러 언론분쟁 및 피해구제 관련 종합 상담서비스, 언론법제 관련 발간 및 학술연구 활동, 언론분쟁예방 및 피해구제 교육 등을 실시하고 있다.
위원회는 90명의 중재위원이 언론조정중재신청 사건처리를 담당하는 18개 중재부(서울 8개 중재부 및 지역 10개 중재부)와 조정중재업무 지원, 조사연구 활동, 교육, 홍보 등의 기능을 담당하는 사무처로 구성되어 있다. 
위원회는 서울특별시 중구 세종대로 124(태평로 1가 25) 프레스센터빌딩 15층에 위치하고 있다. 

## 역사
언론피해구제 제도는 1916년 스웨덴의 내셔널 프레스클럽이 신문평의회를 설치한 것을 효시로 보며 각국은 위원회, 협회, 법원, 옴브즈만 등 여러 형태로 운영하고 있다.
- 신문 평의회: 1916년 스웨덴, 1952년 영국, 1956년 서독
- 신문 정정 심사회: 1938년 덴마크
- 출판명예법원: 1959년 이탈리아
- 보업평의회: 1963년 중국
- 신문협의회: 1946년 일본
- 언론중재위원회: 1981년 대한민국

각국의 언론 관련 법제 현황은 https://www.pac.or.kr/kor/pages/?p=66&magazine=M02&cate=EM03&nPage=1&idx=962&m=view&f=&s= 참조

## 설립 근거
- 언론중재 및 피해구제 등에 관한 법률 제7조[2]

## 주요 업무
- 언론사 등의 언론보도 또는 그 매개로 인한 분쟁 조정 및 중재

- 사실적 주장에 관한 언론(방송, 신문, 잡지 등 정기간행물, 뉴스통신 및 인터넷신문)의 보도 또는 인터넷뉴스서비스 및 인터넷 멀티미디어 방송의 보   도 매개로 인해 명예 또는 권리나 그 밖의 법익 침해에 관한 다툼이 있는 경우, 해당 언론보도등으로 피해를 입었다고 주장하는 당사자로부터 정정보도, 반론보도, 추후보도, 손해배상을 구하는 조정 및 중재신청을 접수하여 중재부를 통해 사실관계와 법률관계를 설명·조언하거나 절충안을 제시하는 등 당사자간 원만하게 종국적 분쟁해결에 이를 수 있도록 한다.
- 언론분쟁 관련 종합적인 원스톱(one stop) 법률 상담 서비스 제공

- 언론보도로 인한 피해 및 언론분쟁에 관해 상세한 피해구제절차 및 방법 등으로 안내하고 위원회를 통한 조정 및 중재신청을 접수하는 등 종합적인 원스톱(one stop) 무료 법률 상담 서비스를 제공한다.
- 법익침해 기사에 대한 시정권고

- 중재위원 7인으로 구성된 시정권고소위원회를 통해 언론보도의 개인적·사회적·국가적 법익 침해사항을 심의하고 권리침해 기사에 대해 시정을 권고한다. 시정권고는 법적 구속력이 없는 권고적 조치이다.
- 불공정 선거기사 심의

- 공직선거법 제8조의3에 따라 신문·잡지 등 정기간행물, 뉴스통신을 대상으로 선거기사(사설·논평·광고, 기타 선거에 관한 내용을 포함)의 공정성 여부를 심의하기 위해 법정기간 동안 선거기사심의위원회를 설치·운영하여 정정보도문등 게재, 경고, 주의 등의 조치를 결정한다.

## 연혁
- 1981년 3월 31일 언론중재위원회 설립, 창립총회 개최
- 1984년 3월 2일 경남중재부 신설
- 1985년 4월 21일 사무국 이전(서울특별시 중구 태평로 1가 25 프레스센터 15층)
- 1987년 11월 28일 「정기간행물의 등록 등에 관한 법률」에 의거하여 중재위원을 42명에서 70명으로 증원하고, 사무국을 사무처로, 사무국장을 사무총장으로 승격
- 1995년 12월 30일 「정기간행물의 등록 등에 관한 법률」 개정으로 ‘직권조정결정권’ 부여 등 신설
- 1996년 7월 1일 개정「정기간행물의 등록 등에 관한 법률」 시행으로 충남중재부를 대전중재부로 명칭 변경하고 서울 제5중재부 증설 및 중재위원 75명으로 증원
- 2000년 2월 16일 「공직선거 및 선거부정방지법」 제8조의3 개정으로 임기만료에 의한 선거 시 언론중재위원회에 선거기사심의위원회를 설치․운영
- 2005년 1월 27일 「언론중재 및 피해구제 등에 관한 법률」 제정으로 기존의 조정제도 외에 중재제도 도입, 손해배상청구사건에 대한 조정 및 중재 가능, 인터넷신문을 조정 및 중재대상에 포함하는 등의 변화
- 2005년 7월 28일 「언론중재 및 피해구제 등에 관한 법률」 시행
- 2005년 9월 2일 서울 제6중재부 신설 및 중재위원 80명으로 증원
- 2009년 2월 6일 「언론중재 및 피해구제 등에 관한 법률」 개정으로 인터넷뉴스서비스, 인터넷멀티미디어방송도 조정 및 중재대상에 포함, 인터넷뉴스서비스사업자에 대해 정정보도청구등이 접수되는 경우 청구사실을 표시하도록 함(표시의무), 제3자 시정권고 신청 제도 폐지 등 변화
- 2009년 8월 7일 개정「언론중재 및 피해구제 등에 관한 법률」 시행
- 2009년 9월 1일 서울 제7중재부 증설 및 중재위원 85명으로 증원
- 2010년 1월 25일 「공직선거법」 개정에 따라 임기만료에 의한 선거 외에 재․보궐선거 시에도 선거기사심의위원회를 설치․운영
- 2014년 3월 31일 서울 제8중재부 신설 및 중재위원 90명으로 증원
- 2017년 2월 8일 「공직선거법」 개정에 따라 경고결정문 도입 등 선거기사심의위원회 제재유형 다양화
- 2020년 11월 2일 언론법제 전문 학술지 「미디어와 인격권」 등재지 선정
- 2021년 3월 31월 위원회 창립 40주년

## 역대 위원장
- 제1대, 제2대 안우만(서울민사지방법원 부장판사) 1981년 3월 31일 ~ 1985년 3월 30일
- 제3대 임규운(서울민사지방법원 수석부장판사, 변호사) 1985년 4월 3일 ~ 1986년 2월 23일
- 제4대, 제5대, 제6대 정회택(방송위원회 위원장, 변호사) 1986년 2월 24일 ~ 1993년 3월 30일
- 제7대, 제8대 김두현(대한변호사협회 회장, 변호사) 1993년 3월 31일 ~ 1999년 3월 30일
- 제9대, 제10대 박영식(광주지방법원장, 변호사) 1999년 4월 9일 ~ 2005년 3월 30일
- 제11대 조준희(사법개혁위원회 위원장, 변호사) 2005년 3월 31일 ~ 2008년 3월 30일
- 제12대, 제13대 권성(헌법재판소 재판관, 변호사) 2008년 3월 31일 ~ 2014년 1월 27일
- 제14대 박용상(헌법재판소 사무처장, 변호사) 2014년 4월 29일 ~ 2017년 3월 30일
- 제15대 양인석(서울고등법원 부장판사, 변호사]) 2017년 8월 28일 ~ 2018년 8월 31일
- 제16대, 제17대 이석형(감사원 감사위원, 변호사) 2018년 9월 17일 ~ 2024년 8월 31일
- 직무대행 김성수(한국언론진흥재단 경영본부장(상임이사)) 2024년 9월 1일 ~

## 조직 및 직무
- 위원총회

- 구성 : 중재위원 전원(90인)
- 직무 : 임원, 운영위원 및 시정권고소위원 선출 / 예산 및 결산 등 승인 / 기본규칙의 제정 및 개정 등 
- 운영위원회

- 구성 : 중재위원 9인
- 직무 : 위원총회에 상정할 안건 / 기본규칙을 제외한 제규칙의 제 · 개정 및 폐지 / 선거기사심의위원회 위원 위촉 동의 등  
- 시정권고소위원회

- 구성 : 중재위원 7인
- 직무 : 언론보도로 인한 국가적·사회적·개인적 법익 침해사항 심의 등
- 중재부

- 구성 : 서울 8개, 지방 10개(총 18개 중재부) / 각 중재부별 중재위원 5인
- 직무 : 언론보도에 관한 정정, 반론, 추후보도 및 손해배상 신청에 대한 조정, 중재 업무
- 사무처

- 구성 : 3본부(운영본부, 조정본부, 연구교육본부), 1실(심의실), 감사관, 12팀, 지역사무소 10개소
- 직무 : 조정중재업무 지원, 조사연구 활동, 교육, 홍보 등

## 특이사항
- 최근 3년간 언중위에 접수된 언론조정 신청 건수를 살펴보면, 2020년 3,924건, 2021년 4,278건, 2022년 3,175건이었고,[3] 2014년 세월호 참사가 있었던 해에는 언중위 역사상 역대 최고로 신청 건수가 총 1만 9,048건이나 되었는데 2014년은 당시를 두고 방송기자연합회에서 '저널리즘의 침몰'이라는 반성의 보고서를 낼만큼 오보가 많았던 해였다.[4] 그중 구원파라고 불리는 기독교복음침례회와 유병언 회장 관련 언론조정 신청 건수가 16,117건에 이르렀으며 그중 약 96%에 해당하는 15,503건이 받아들여져 언론중재위원회의 제안에 의해 정정 및 반론 보도가 달리게 되었다. 이와 같은 조정 신청 건수는 언론중재위원회 설립 이후 초유의 일이며, 해당 오보들은 대표적인 언론의 본질 희석 보도 예시로 꼽히기도 한다.[5][6][7]